# شعیمط مندیل
شعیمط مندیل، روستایی از توابع بخش مرکزی شهرستان اهواز در استان خوزستان ایران است.

## جمعیت
این روستا در دهستان مشرحات قرار دارد و براساس سرشماری مرکز آمار ایران در سال ۱۳۸۵، جمعیت آن ۳۰ نفر
(۷خانوار) بوده‌است.اما در سال ۹۶جمعیت آنهابیشتر شد بدلیل فروش بخشی از زمینهای  خود به جهاد نصر و به شروع طرع ۵۵۰ هزار هکتاری رهبری بخشی از مردم روستا که به شهر امده بودند دوباره به روستا بازگشتند و در روستا ساکن شدند مانند خانه جدید به نام (یارالله نواصری و کسیر نواصری و پسرانش کریم نواصری و رحیم نواصری و...) ساخته شد جمعیت اهالی روستا سال ۹۷ حدودا به ۱۱۳نفر کشاورز و دامدار و شاغل در کارهای متفرقه رسید.
مردم این روستا وقتی که باران میآید نمیتوانند برای تهیه مواد اولیه پخت و پز (آرد یا برنج) از روستا خارج شوند چون جاده ای ندارند زمینها پر از اب شده و امکان تردد وجود ندارد.
مردم این روستا لوله اب شرب ندارند و از تانکر آب استفاده میکنند و برق آن‌ها ضعیف است و معمولا قطعی دارد به طور مثال در تابستان در هر روز ۱۲ ساعت فقط برق دارند و زندگی سختی را میگذرانند.
همچنین انها لوله کشی گاز شهری ندارند و از سیلندر گاز استفاده میکنند.
مردم این روستا در زمان بارندگی و پس از ان تا چند روزی روی هیزم غذا میپزند چون امکان تردد و پر کردن سیلندر گاز وجود ندارد.